# Sanzhangdian
Sanzhangdian (kinesiska: 三张店, 三张店乡) är en socken i Kina. Den ligger i provinsen Henan, i den centrala delen av landet, omkring 210 kilometer sydost om provinshuvudstaden Zhengzhou.
Genomsnittlig årsnederbörd är 992 millimeter. Den regnigaste månaden är augusti, med i genomsnitt 206 mm nederbörd, och den torraste är januari, med 11 mm nederbörd.